# 張樞 (萬曆進士)
張樞（？—？），號斗垣，山西太原府平定州軍籍。

## 生平
万历四十三年（1615年）乙卯科山西乡试举人，四十七年（1619年）己未科進士，兵部觀政，授河南中牟知縣，天啓二年調河内县，天啓五年四月考选，授贵州道御史，六年管节慎库，巡视北城。疏劾礼部右侍郎吴宗达以翰林膻赴东林，以史局窜赴时局，此尤门户中骇人听闻者也。又条陈驿递，疏紏太常寺卿陈伯友倚恃袁化中、周朝瑞而骤跻通显；大理寺寺丞萧毅中借援左光斗、顾大章而立擢清华，俱削籍为民，追夺诰命。七年七月巡按四川，八月以宁锦功、殿工，加升一级，升太仆寺少卿，照旧管事。崇祯二年四月以阉党被削籍。

## 家族
曾祖張元錫，知事。祖父张湘，生员。父张所学，生员。